# Rete tranviaria di Jaroslavl'
La rete tranviaria di Jaroslavl' è la rete tranviaria che serve la città russa di Jaroslavl'.